# Mirosavci (Lopare)
Pour les articles homonymes, voir Mirosavci.
Mirosavci (en serbe cyrillique : Миросавци) est un village de Bosnie-Herzégovine. Il est situé dans la municipalité de Lopare et dans la république serbe de Bosnie. Selon les premiers résultats du recensement bosnien de 2013, il compte 360 habitants.
Avant la guerre de Bosnie-Herzégovine, le village faisait entièrement partie de la municipalité de Lopare ; après la guerre et à la suite des accords de Dayton (1995), une portion de son territoire a été rattachée à la municipalité de Čelić nouvellement créée et intégrée à la fédération de Bosnie-et-Herzégovine.

## Démographie

### Évolution historique de la population dans la localité
| 1948 | 1953 | 1961 | 1971 | 1981 | 1991 | 2013 |
| ---- | ---- | ---- | ---- | ---- | ---- | ---- |
| -    | -    | 492  | 548  | 490  | 578, | 360  |

|  |